# ОШ „Јован Јовановић Змај” Свилајнац
Основна школа "Јован Јовановић Змај" у Свилајнцу, једна је од четири основне школе на територији Општине Свилајнац. Осим ње, ту раде још три основне школе у Кушиљеву, Војски и Седлару.

## Историјат
Прва школа у Свилајнцу основана је 1808. године.После слома устанка 1814. престала је са радом, а поново је основана 1818. године. Први познати учитељ био је Стефан Богојевић из Дубровника. У летопису из 1889. налази се први запис о раду свилајначке школе. Наменска зграда за основну четворогодишњу школу подигнута је 1892. године. На школској згради од 1901. године налази се име Чика Јове Змаја, као добротвора Ђачког фонда. Као четворогодишња, основна школа је радила све до 1951., када је прерасла у осмогодишњу.
Данашњи назив, Основна школа "Јован Јовановић Змај", носи од 1960. године. а школска зграда завршена је 1971.

## Школа данас
Школа је данас једна савремена васпитно - образовна установа, опремљена кабинетима и савременим наставним средствима. У матичној школи настава се одвија у две смене, пре подне за предметну а поподне за разредну наставу. Школа има и  издвојена одељења у Црквенцу, Гложану, Дубљу, Грабовцу, Луковици, Бобову,Проштинцу и Дубници. Од школске 2015-2016. године почео је се радом и продужени боравак за ученике. Школа је и део пројекта  "Друга шанса", који је намењен особама без завршене основне школе. Настава је за полазнике организована у вечерњим сатима.

## Галерија
- Улаз у школу
- Хол
- Хол1
- Амфитеатар
- Трпезарија
- Кошаркашки терен
- Кошаркашки терен
- Пич терен